# هالوهيدرين

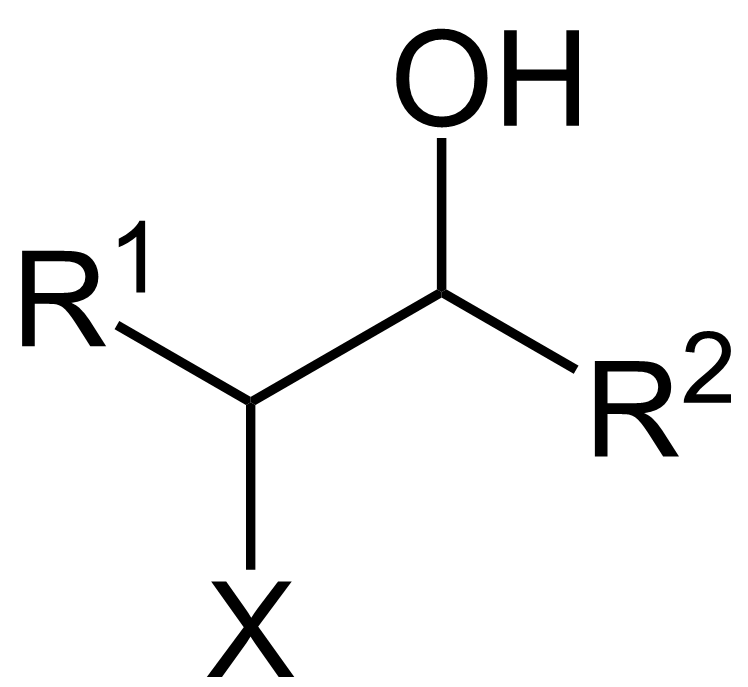
الصيغة العامة لمركب هالوهيدرين، حيث تمثل X ذرة هالوجين.

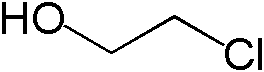
يعد مركب 2-كلورو الإيثانول مثالاً على مركب هالوهيدرين.

هالوهيدرين في الكيمياء العضوية هي مجموعة وظيفية ترتبط فيها ذرة هالوجين ومجموعة هيدروكسيل إلى ذرتي كربون متجاوتين في مركب عضوي. ينطبق قاعدة تسمية الهالوهيدرين على المركبات الأليفاتية، ولا تنطبق على المركبات العطرية، بالتالي فمركب 2-كلورو الفينول ليس من مركبات الهالوهيدرين.
تسمى هذه المركبات أيضاً هالو الكحولات أو بيتا هالو الكحول. من الأمثلة على مركبات الهالوهيدرين كل من 2-كلورو الإيثانول و3-كلورو البروبان-2،1-ديول (3-MCPD) و1-كلورو-2-هيدروكسي البروبان (كلوروهيدرين البروبيلين).

## التحضير
تحضر مركبات الهالوهيدرين عادة من تفاعل الألكين الموافق مع الهالوجين بوجود الماء. بالنسبة لمركبات البروموهيدرين، فعادة ما يفضل استخدام مركب N-بروموسكسينيميد على البروم، لأنه يعطي نواتج ثانوية أقل.